# Forte Corno d'Aola
Il Forte Corno d'Aola è posto sull'omonimo monte sul miglior punto d'osservazione e di controllo del Passo del Tonale, facente parte dello sbarramento Tonale-Mortirolo. Esso è uno dei forti con batteria italiani più importanti della Guerra Bianca in Adamello.
Il forte era equipaggiato con 6 pezzi da 149/A con le relative cupole corazzate girevoli.

## Costruzione
La sistemazione di questo forte dominava e controllava il Passo del Tonale all'altitudine di 1964 metri sul Dosso Prepazzone, giusto alle pendici della cresta che sale verso la cima del Corno d'Aola a sud di Ponte di Legno.
L'inizio dei lavori si ebbe nel 1900, mentre il comune di Ponte di Legno concedeva a titolo gratuito l'areale del forte e i terreni necessari alla costruzione della strada tra Ponte di Legno e Corno d'Aola all'ufficio Difesa dello Stato.
Nell'estate del 1913 i lavori erano in pieno svolgimento ed erano dislocati 117 operai; furono coinvolte imprese edili del posto. Alla fine del 1913 e verso l'inizio del 1914 i lavori erano conclusi e venne armato da pezzi da 149/A in cupole blindate, che avevano come obiettivo principale la strada proveniente da Vermiglio e le fortificazioni autro-ungariche dell'Alta Val di Sole. Dalla sua posizione dominante si potevano osservare tutte le postazioni strategiche attorno al passo.

## La Guerra Bianca in Adamello
Con la mezzanotte del 24 maggio 1915 ebbe inizio la prima guerra mondiale per l'Italia. I cannoni del forte sostenevano indirettamente le azioni del battaglione Morbegno ed in seguito rispose al fuoco delle altre opere difensive. In particolare i suoi bombardamenti danneggiarono il forte Presanella e il forte Saccarana. A sua volta venne attaccato nella metà di agosto da due mortai austro-ungarici da 30,5 cm siti nella valle di Vermiglio. Da qui la decisione di muovere verso l'esterno del forte tre dei quattro cannoni presenti; nelle cannoniere vuote vennero alloggiati tronchi dipinti di nero che da lontano davano l'illusione che il forte fosse sempre in efficienza. In seguito una delle sue cupole corazzate fu sventrata da un colpo di mortaio da 30,5 che dopo essere trapassato, non esplose; si trattava del mortaio posto nei pressi del forte Strino, il quale per vendetta, scaricó sul forte ben 65 colpi. Il suo proiettore era sempre d'aiuto in tutte le azioni.
Nonostante i numerosi colpi subiti, di cui il 60% non esplosero, il forte subì comunque gravi danni e venne consigliato lo sgombero. 
Alla fine anche l'ultima bocca da fuoco venne portata all'esterno.

## Dopo la guerra
Il forte venne abbandonato, ma nel 1927 Il Ministero della Difesa lo diede in locazione ad Emilio Antonioli di Manerbio per utilizzato per fini turistici come colonia estiva per i dipendenti del lanificio Marzotto (attraverso un canone annuo di 100 lire). In questi anni venne anche costruita una chiesa in granito.
Alla fine della seconda guerra mondiale, precisamente nel 1945, durante la ritirata delle truppe tedesche il forte venne distrutto per la paura di lasciare al nemico un imponente caposaldo che sarebbe potuto servire in futuro in caso di un'altra guerra.
Oggi di questo forte è rimasto solo una piccola parte che si può notare quando si scende dalla seggiovia che da Ponte di Legno porta a Valbione fino al rifugio Petit Pierre alle pendici del corno.